# Пабло Армеро
Пабло Армеро (ісп. Pablo Armero, нар. 2 листопада 1986, Тумако) — колумбійський футболіст, захисник, півзахисник збірної Колумбії та італійського «Удінезе». Сезон 2015/2016 проводить в оренді, виступаючи за «Фламенгу» з Ріо-де-Жанейро.

## Клубна кар'єра
У дорослому футболі дебютував 2004 року виступами за клуб «Америка де Калі». В 2005 він дебютував у складі клубу в Кубку Лібертадорес, де провів 2 гри. В 2008 футболіст допоміг своїй команді виграти 13-й титул чемпіона Колумбії. Всього провів в «Америці» п'ять сезонів, взявши участь у 144 матчах чемпіонату. Більшість часу, проведеного у складі столичного клубу, був основним гравцем команди.
У грудні 2008 року Армеро почав переговори з бразильським «Палмейрасом» з приводу трансферу. У січні 2009 року Пабло став гравцем «Палмейраса», який заплатив за трансфер гравця 1,6 млн євро. Захисник допоміг клубу дійти до півфіналу чемпіонату штату Сан-Паулу. У липні 2009 року він забив перший м'яч за клуб, вразивши ворота «Наутіко Ресіфі». У січні 2010 року Армеро розплакався на лаві запасних після того, як його замінили у матчі з «Корінтіансом». Всього за цей клуб колумбієць провів 79 ігор і забив 1 м'яч.Всього відіграв за команду з Сан-Паулу два сезони своєї ігрової кар'єри.
2010 року Армеро зацікавилися європейські клуби, зокрема «Парма», бременський «Вердер» та «Удінезе». 28 серпня він підписав контракт з «Удінезе», сума трансферу склала 1,2 млн євро. У складі «б'янконері» Армеро провів наступні три роки своєї кар'єри гравця. Граючи у складі «Удінезе» також здебільшого виходив на поле в основному складі команди, а у сезоні 2011-12 навіть дебютував у Лізі чемпіонів.
9 січня 2013 року було оголошено, що Армеро приєднається до «Наполі» на правах оренди до кінця сезону, з можливістю викупу гравця в кінці сезону. За час оренди Пабло зіграв у 15 матчах Серії А і під час літнього трансферного вікна 2013 року «Наполі» за 4 млн. євро викупило контракт гравця.
Частину 2014 року Пабло провів в Англії, граючи на умовах оренди за «Вест Гем Юнайтед», після чого перейшов до «Удінезе», який, втім, відразу ж віддав гравця в оренду до «Мілана».

## Виступи за збірні
2003 року дебютував у складі юнацької збірної Колумбії, взявши участь у юнацькому (U-17) чемпіонаті світу в Фінляндії, на якому збірна Колумбії зайняла 4 місце. Всього зіграв у 6 іграх на юнацькому рівні.
Виступаючи у складі збірних різних вікових категорій ставав переможцем ігор Центральної Америки та Карибського басейну (2005) та переможцем Боліваріанських ігор (2006)
25 травня 2008 року дебютував в офіційних матчах у складі національної збірної Колумбії в товариській грі проти збірної Ірландії в Лондоні. У березні 2013 року забив свій перший гол за збірну, долучившись до розгрому з рахунком 5:0 збірної Болівії.
У складі збірної був учасником розіграшу Кубка Америки 2011 року в Аргентині та чемпіонату світу 2014 у Бразилії.
Наразі провів у формі головної команди країни 66 матчів, забивши 2 голи.

## Статистика виступів

### Статистика клубних виступів
Станом на 23 листопада 2013
| Сезон                       | Команда                     | Чемпіонат                   | Чемпіонат | Чемпіонат | Національний кубок | Національний кубок | Національний кубок | Континентальні кубки | Континентальні кубки | Континентальні кубки | Інші змагання | Інші змагання | Інші змагання | Усього | Усього |
| Сезон                       | Команда                     | Ліга                        | Ігор      | Голів     | Ліга               | Ігор               | Голів              | Ліга                 | Ігор                 | Голів                | Ліга          | Ігор          | Голів         | Ігор   | Голів  |
| --------------------------- | --------------------------- | --------------------------- | --------- | --------- | ------------------ | ------------------ | ------------------ | -------------------- | -------------------- | -------------------- | ------------- | ------------- | ------------- | ------ | ------ |
| 2004                        | «Америка де Калі»           | A                           | 28        | 3         | —                  | —                  | —                  | —                    | —                    | —                    | —             | —             | —             | 28     | 3      |
| 2005                        | «Америка де Калі»           | A                           | 25        | 0         | —                  | —                  | —                  | КЛ                   | 2                    | 0                    | —             | —             | —             | 27     | 0      |
| 2006                        | «Америка де Калі»           | A                           | 24        | 1         | —                  | —                  | —                  | —                    | —                    | —                    | —             | —             | —             | 24     | 1      |
| 2007                        | «Америка де Калі»           | A                           | 31        | 2         | —                  | —                  | —                  | —                    | —                    | —                    | —             | —             | —             | 31     | 2      |
| 2008                        | «Америка де Калі»           | A                           | 36        | 2         | КК                 | ?                  | ?                  | ПаК                  | 5                    | 0                    | —             | —             | —             | 41+    | 2+     |
| Усього за «Америка де Калі» | Усього за «Америка де Калі» | Усього за «Америка де Калі» | 144       | 8         |                    | ?                  | ?                  |                      | 7                    | 0                    |               | —             | —             | 1?     | 8+     |
| 2009                        | «Палмейрас»                 | ЛП+A                        | 13+29     | 0+1       | КБ                 | 0                  | 0                  | ЛЧ                   | 11                   | 0                    | —             | —             | —             | 53     | 1      |
| 2010                        | «Палмейрас»                 | ЛП+A                        | 11+7      | 0         | КБ                 | 7                  | 0                  | ПаК                  | 1                    | 0                    | —             | —             | —             | 26     | 0      |
| Усього за «Палмейрас»       | Усього за «Палмейрас»       | Усього за «Палмейрас»       | 36+24     | 1         |                    | 7                  | 0                  |                      | 12                   | 0                    |               | —             | —             | 79     | 1      |
| 2010-11                     | «Удінезе»                   | A                           | 31        | 2         | КІ                 | 2                  | 0                  | —                    | —                    | —                    | —             | —             | —             | 33     | 2      |
| 2011-12                     | «Удінезе»                   | A                           | 28        | 1         | КІ                 | 0                  | 0                  | ЛЧ+ЛЄ                | 2+9                  | 0+1                  | —             | —             | —             | 39     | 2      |
| 2012-13                     | «Удінезе»                   | A                           | 10        | 0         | КІ                 | 0                  | 0                  | ЛЧ+ЛЄ                | 2+6                  | 1+0                  | —             | —             | —             | 18     | 1      |
| Усього за «Удінезе»         | Усього за «Удінезе»         | Усього за «Удінезе»         | 69        | 3         |                    | 2                  | 0                  |                      | 19                   | 2                    |               | —             | —             | 90     | 5      |
| 2012-13                     | «Наполі»                    | A                           | 15        | 0         | КІ                 | —                  | —                  | ЛЄ                   | 0                    | 0                    | —             | —             | —             | 15     | 0      |
| 2013-14                     | «Наполі»                    | A                           | 8         | 0         | КІ                 | —                  | —                  | ЛЧ                   | 2                    | 0                    | —             | —             | —             | 10     | 0      |
| Усього за «Наполі»          | Усього за «Наполі»          | Усього за «Наполі»          | 23        | 0         |                    | 0                  | 0                  |                      | 2                    | 0                    |               | 0             | 0             | 25     | 0      |
| Усього за кар'єру           | Усього за кар'єру           | Усього за кар'єру           | 272+24    | 12        |                    | 9+                 | 0+                 |                      | 40                   | 2                    |               |               |               | 345+   | 14+    |

### Статистика виступів за збірну
| Дата       | Місто                  | Господарі  | Результат  | Гості      | Турнір                            | Голи | Примітки |
| ---------- | ---------------------- | ---------- | ---------- | ---------- | --------------------------------- | ---- | -------- |
| 29-5-2008  | Лондон                 | Ірландія   | 1 – 0      | Колумбія   | товариський матч                  | -    |          |
| 3-6-2008   | Париж                  | Франція    | 1 – 0      | Колумбія   | товариський матч                  | -    |          |
| 10-9-2008  | Сантьяго               | Чилі       | 4 – 0      | Колумбія   | Відбір до ЧС 2010                 | -    |          |
| 11-10-2008 | Богота                 | Колумбія   | 0 – 1      | Парагвай   | Відбір до ЧС 2010                 | -    |          |
| 15-10-2008 | Ріо-де-Жанейро         | Бразилія   | 0 – 0      | Колумбія   | Відбір до ЧС 2010                 | -    |          |
| 28-3-2009  | Богота                 | Колумбія   | 2 – 0      | Болівія    | Відбір до ЧС 2010                 | -    |          |
| 6-6-2009   | Буенос-Айрес           | Аргентина  | 1 – 0      | Колумбія   | Відбір до ЧС 2010                 | -    |          |
| 13-8-2009  | Нью-Йорк               | Колумбія   | 1 – 2      | Венесуела  | товариський матч                  | -    |          |
| 5-9-2009   | Медельїн               | Колумбія   | 2 – 0      | Еквадор    | Відбір до ЧС 2010                 | -    |          |
| 9-9-2009   | Монтевідео             | Уругвай    | 3 – 1      | Колумбія   | Відбір до ЧС 2010                 | -    |          |
| 10-10-2009 | Медельїн               | Колумбія   | 2 – 4      | Чилі       | Відбір до ЧС 2010                 | -    |          |
| 14-10-2009 | Асунсьйон              | Парагвай   | 0 – 2      | Колумбія   | Відбір до ЧС 2010                 | -    |          |
| 27-5-2010  | Йоханнесбург           | ПАР        | 2 – 1      | Колумбія   | товариський матч                  | -    |          |
| 3-9-2010   | Пуерто-ла-Крус         | Венесуела  | 0 – 2      | Колумбія   | товариський матч                  | -    |          |
| 8-10-2010  | Нью-Йорк               | Еквадор    | 0 – 1      | Колумбія   | товариський матч                  | -    |          |
| 12-10-2010 | Філадельфія            | США        | 0 – 0      | Колумбія   | товариський матч                  | -    |          |
| 9-2-2011   | Мадрид                 | Іспанія    | 1 – 0      | Колумбія   | товариський матч                  | -    |          |
| 26-3-2011  | Мадрид                 | Еквадор    | 0 – 2      | Колумбія   | товариський матч                  | -    |          |
| 29-3-2011  | Гаага                  | Чилі       | 2 – 0      | Колумбія   | товариський матч                  | -    |          |
| 2-7-2011   | Сан-Сальвадор-де-Жужуй | Колумбія   | 1 – 0      | Коста-Рика | Копа Америка 2011 - Груповий етап | -    |          |
| 6-7-2011   | Санта-Фе               | Аргентина  | 0 – 0      | Колумбія   | Копа Америка 2011 - Груповий етап | -    |          |
| 10-7-2011  | Санта-Фе               | Колумбія   | 2 – 0      | Болівія    | Копа Америка 2011 - Груповий етап | -    |          |
| 16-7-2011  | Кордова                | Колумбія   | 0 – 2 д.ч. | Перу       | Копа Америка 2011 - чвертьфінал   | -    |          |
| 3-9-2011   | Нью-Йорк               | Гондурас   | 0 – 2      | Колумбія   | товариський матч                  | -    |          |
| 6-9-2011   | Форт-Лодердейл         | Ямайка     | 0 – 2      | Колумбія   | товариський матч                  | -    |          |
| 11-10-2011 | Ла-Пас                 | Болівія    | 1 – 2      | Колумбія   | Відбір до ЧС 2014                 | -    |          |
| 11-11-2011 | Барранкілья            | Колумбія   | 1 – 1      | Венесуела  | Відбір до ЧС 2014                 | -    |          |
| 15-11-2011 | Барранкілья            | Колумбія   | 1 – 2      | Аргентина  | Відбір до ЧС 2014                 | -    |          |
| 29-2-2012  | Маямі                  | Мексика    | 0 – 2      | Колумбія   | товариський матч                  | -    |          |
| 3-6-2012   | Ліма                   | Перу       | 0 – 1      | Колумбія   | Відбір до ЧС 2014                 | -    |          |
| 10-6-2012  | Кіто                   | Еквадор    | 1 – 0      | Колумбія   | Відбір до ЧС 2014                 | -    |          |
| 7-9-2012   | Барранкілья            | Колумбія   | 4 – 0      | Уругвай    | Відбір до ЧС 2014                 | -    |          |
| 11-9-2012  | Сантьяго               | Чилі       | 1 – 3      | Колумбія   | Відбір до ЧС 2014                 | -    |          |
| 12-10-2012 | Барранкілья            | Колумбія   | 2 – 0      | Парагвай   | Відбір до ЧС 2014                 | -    |          |
| 16-10-2012 | Барранкілья            | Колумбія   | 3 – 0      | Камерун    | товариський матч                  | -    |          |
| 14-11-2012 | Іст-Резерфорд          | Бразилія   | 1 – 1      | Колумбія   | товариський матч                  | -    |          |
| 6-2-2013   | Маямі                  | Гватемала  | 1 – 4      | Колумбія   | товариський матч                  | -    |          |
| 22-3-2013  | Барранкілья            | Колумбія   | 5 – 0      | Болівія    | Відбір до ЧС 2014                 | 1    |          |
| 26-3-2013  | Пуерто-Ордас           | Венесуела  | 1 – 0      | Колумбія   | Відбір до ЧС 2014                 | -    |          |
| 7-6-2013   | Буенос-Айрес           | Аргентина  | 0 – 0      | Колумбія   | Відбір до ЧС 2014                 | -    |          |
| 11-6-2013  | Барранкілья            | Колумбія   | 2 – 0      | Перу       | Відбір до ЧС 2014                 | -    |          |
| 14-8-2013  | Барселона              | Колумбія   | 1 – 0      | Сербія     | товариський матч                  | -    |          |
| 6-9-2013   | Барранкілья            | Колумбія   | 1 – 0      | Еквадор    | Відбір до ЧС 2014                 | -    |          |
| 11-10-2013 | Барранкілья            | Колумбія   | 3 – 3      | Чилі       | Відбір до ЧС 2014                 | -    |          |
| 15-10-2013 | Асунсьйон              | Парагвай   | 1 – 2      | Колумбія   | Відбір до ЧС 2014                 | -    |          |
| 14-11-2013 | Брюссель               | Бельгія    | 0 – 2      | Колумбія   | товариський матч                  | -    |          |
| 19-11-2013 | Амстердам              | Нідерланди | 0 – 0      | Колумбія   | товариський матч                  | -    |          |
| Усього     |                        | Матчів     | 49         |            | Голів                             | 1    |          |

## Титули і досягнення
- Переможець Ігор Центральної Америки та Карибського басейну: 2006
- Чемпіон Колумбії: 2008
- У символічній збірній Серії А: 2010-11